# RALA
La proteína Ral-A asociada a Ras (RALA) es una proteína codificada en humanos por el gen RALA.
Esta proteína pertenece a la superfamilia de GTPasas pequeñas y a la familia de proteínas Ras. Las proteínas que unen GTP median en la señalización transmembrana iniciada por la ocupación de ciertos receptores de superficie celular. Este gen codifica una proteína de unión a GTP semejante a Ras y de bajo peso molecular que comparte el 50% de similitud con otras proteínas Ras.

## Interacciones
La proteína RALA ha demostrado ser capaz de interaccionar con:
- Filamina A[3]
- Fosfolipasa D1[4][5]
- RALBP1[6][7][8][9]